# Isopedella pessleri
Espèce
Synonymes
- Heteropoda pessleri Thorell, 1870

Isopedella pessleri est une espèce d'araignées aranéomorphes de la famille des Sparassidae.

## Distribution
Cette espèce est endémique d'Australie. Elle se rencontre en Nouvelle-Galles du Sud et au Victoria.

## Description
La carapace du mâle décrit par Hirst en 1990 mesure 6,8 mm sur 6,3 mm et l'abdomen 7,0 mm de long sur 5,0 mm et la carapace  de la femelle mesure 9,0 mm de long sur 8,8 mm et l'abdomen 9,8 mm de long sur 7,8 mm.

## Publication originale
- Thorell, 1870 : Araneae nonnullae Novae Hollandie, descriptae. Öfversigt af Königlich Vetenskaps - Akademiens Förhandlingar, vol. 27, p. 367-389.